# Alberto Ramos
Alberto Cayetano Ramos Quilca (Puno, siglo XX) es un ingeniero agrónomo peruano. Fue Ministro de Desarrollo Agrario y Riego del Perú desde el 1 hasta el 8 de febrero de 2022 en el gobierno de Pedro Castillo.

## Biografía
Es ingeniero agrónomo de la Universidad Nacional del Altiplano de Puno y bachiller en ciencias agronómicas de la misma universidad.
Cuenta con experiencia profesional pública y privada en el sector agropecuario. En particular, fue coordinador para el departamento de Lima con el fin de desarrollar la agricultura rural en proyectos frutícolas, conservación y reforestación de suelos, labores de producción de palta.
En 2012 y 2014 también se desempeñó en el Instituto Nacional de Estadística e Informática  como coordinador departamental y provincial de censos agropecuarios y de población.
Entre 2019 y 2020 es coordinador del Programa de Desarrollo Productivo Agropecuario Rural.

### Ministro de Estado
El 1 de febrero de 2022, fue nombrado y posesionado por el presidente Pedro Castillo, como Ministro de Desarrollo Agrario y Riego del Perú.